# Gampopa
Gampopa of Dakpo Rinpoche (1079-1153) was de belangrijkste student van de Tibetaans boeddhistische leraar Milarepa en grondlegger van de kagyü-school.
De leer van Milarepa, hetgeen beter bekend is geworden als de kagyü-leer, werd voortgezet door Gampopa, een arts uit Dagpo, Tibet. Milarepa had twee belangrijkste studenten, Rechungpa, de zwervende kluizenaar, en Gampopa, een monnik en arts. Gampopa was met het boeddhisme in aanraking gekomen en was monnik volgens de Kadampa geworden. Kadampa is een geleidelijk pad, dat uiteindelijk naar verlichting leidt, echter Gampopa zocht een manier om het te versnellen. De naam Kadampa staat voor een van de eerste stromingen van het tibetaanse boeddhisme. Het werd mettertijd, ten tijde van de Nieuwe Vertalingen-stroming enigszins gewijzigd, en omgedoopt tot Gelugpa. De Kadampa-stroming van eind 20ste, begin 21ste eeuw is een teruggrijpen naar de oude vertalingen, en ook naar de esoterische praktijken die daarbij behoren.
Tijdens zijn zoektocht ontmoette hij Milarepa, de grote yogi en ging bij hem in de leer. Onder leiding van Milarepa realiseerde Gampopa de uiteindelijke realiteit en stichtte kloosters en gaf les aan veel studenten. Gampopa was verantwoordelijk voor het samenbrengen van de kadamtraditie en de mahamudraleer en vormt de basis van de kagyüschool in het Tibetaans boeddhisme. Zijn belangrijkste leerling was Düsum Khyenpa, die later bekend werd als de eerste karmapa.
- Biblioteca Nacional de España: XX1438288
- Bibliothèque nationale de France: cb13542247z (data)
- Gemeinsame Normdatei: 115497587
- International Standard Name Identifier: 0000 0001 1049 5586
- Library of Congress Control Number: n50001438
- Nationale Bibliotheek van Israël: 987007463380705171
- Nederlandse Thesaurus van Auteursnamen: 072931531
- LIBRIS: 391776
- Système universitaire de documentation: 034843094
- Virtual International Authority File: 29695002